# 나이아가라강
나이아가라강(Niagara River)은 이리호와 온타리오호를 잇는 강이다. 미국 뉴욕주와 캐나다 온타리오주 사이의 국경을 이룬다. 길이 56 km이며, 중간에 나이아가라 폭포가 있다.

## 역사
나이아가라강은 지난 20,000년 동안 북미 오대호 지역의 온타리오호와 이리호 사이에 노출된 암석을 깎아내면서 흐르고 있다. 이 기간은 나이아가라 단층애(Niagara Escarpment)이 형성된 5억년이란 기간에 비하면 극히 짧은 시간이다.

온타리오호 근처 나이아가라강
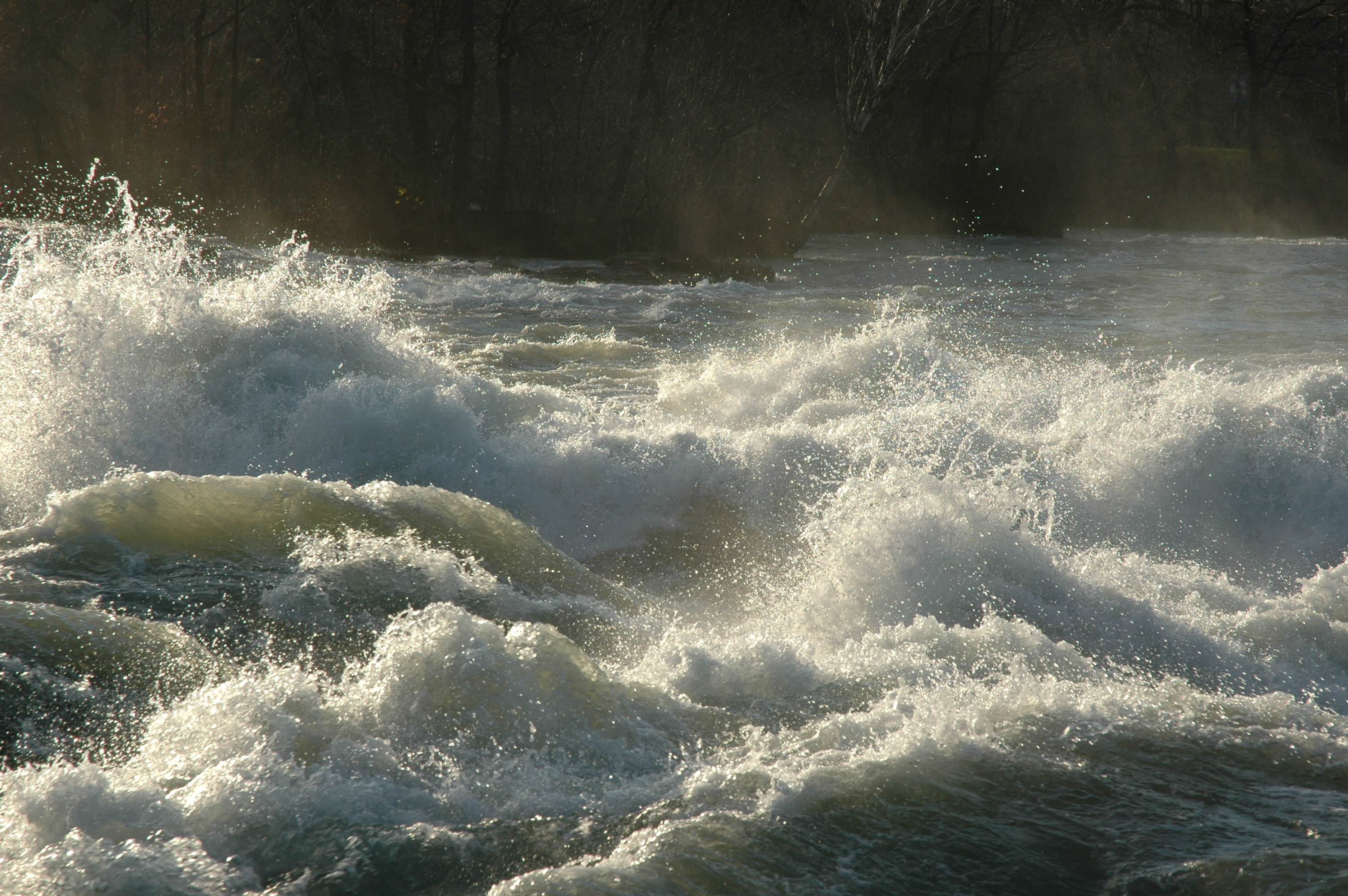

## 같이 보기
- 나이아가라 폭포
- 나이아가라폴스 (뉴욕주)
- 나이아가라폴스 (온타리오주)
- 나이아가라온더레이크
- 나이아가라반도